# 德拉戈米尔·科尔德尔
德拉戈米尔·科尔德尔（捷克語：Drahomír Kolder，1925年12月29日—1972年8月20日），捷克斯洛伐克共产党领导人之一，安东宁·诺沃提尼的追随者。。

## 获奖
- 共和国勋章（1972年8月23日，追授）[2]